# Esteatohepatitis no alcohólica
Como su nombre indica la esteatohepatitis no alcohólica (EHNA) es una inflamación grasa del hígado que no es debida a hábito alcohólico. Es una de las causas fundamentales de cirrosis hepática. Está incluida en un grupo de enfermedades que en general se denominan esteatosis hepática: en las que se incluyen las esteatosis hepáticas (alcohólica y no alcohólica) y las esteatohepatitis (alcohólica y no alcohólica).
La EHNA es en realidad una forma agresiva de esteatosis hepática no alcohólica en la cual la infiltración grasa del hígado se acompaña  de fenómenos de necrosis, inflamación y fibrosis, pudiendo progresar el cuadro a cirrosis hepática, insuficiencia hepática y cáncer de hígado.

## Etiología
Las causas de esta enfermedad entre otras son: la obesidad, la diabetes mellitus, hiperlipemia y aumento de resistencia a la insulina. Se considera una causa mayor de la cirrosis del hígado por causas desconocidas. La mayoría de las personas tienen un pronóstico bueno si se halla la condición en su etapa temprana.

## Factores etiológicos y de riesgo
Los factores más frecuentemente asociados a esteatohepatitis no alcohólica son obesidad, diabetes mellitus, aumento de resistencia a la insulina y síndrome metabólico. Otras etiologías posibles son:

### Nutricionales
Malnutrición calórica-proteica, nutrición parenteral, descenso rápido de peso y anastomosis yeyuno-ileal.

### Medicamentos
Glucocorticoides, estrógenos, ácido acetil salicílico, bloqueantes de canales de calcio, tamoxifeno, amiodarona, tetraciclina, metotrexate, ácido valproico y agentes antivirales.

### Metabólicas
Lipodistrofia, enfermedad de Christian-Weber (paniculitis no supurativa), enfermedad de Wolman, dislipidemias y esteatosis gravídica.

### Otras
Colitis ulcerosa, infección por HIV1, sustancias hepatotóxicas (fósforo, hongos, solventes orgánicos), síndrome de Reye y bulimia.